# Per Hanselli
Per (Petter) Hanselli (Hansson), född 21 februari 1815 i Skepptuna socken, död 29 januari 1879 i Uppsala, var en svensk bokförläggare, bokhandlare, boktryckare och fotograf. 

## Biografi
Per Hanselli var son till en skattebonde i Skepptuna socken. Några år gammal kom han med familjen till Frösunda socken, där de övertog ett prästgårdsarrende. Modern hade en omfattande repertoar av visor och folksagor som hon återgav för den samlade familjen om kvällarna. Detta väckte Hansellis intresse för litteratur. 
Han visade tidigt läshuvud och det bestämdes därför att han 1834 fick komma till Uppsala universitet för att där ta studentexamen som privatist. Studierna blev emellertid ingen framgång och han fick istället anställning i Hörlins boklåda vid Stora torget i Uppsala. Han ändrade sitt namn till Hanselli. När akademibokhandlare Hörlin 1844 drog sig tillbaka tog Hanselli över dennes boklåda. 

### Tidningsman
1845 köpte Hanselli en tryckpress och grundade tidningen Upsala, som blev framgångsrik. Han blev emellertid senare stämd i sin egenskap av ansvarig utgivare, fick sina tidningar indragna med stor förlust och förlorade även i processen 1851 privilegiet som akademibokhandlare. Han sålde samma år tidningen till en medarbetare.

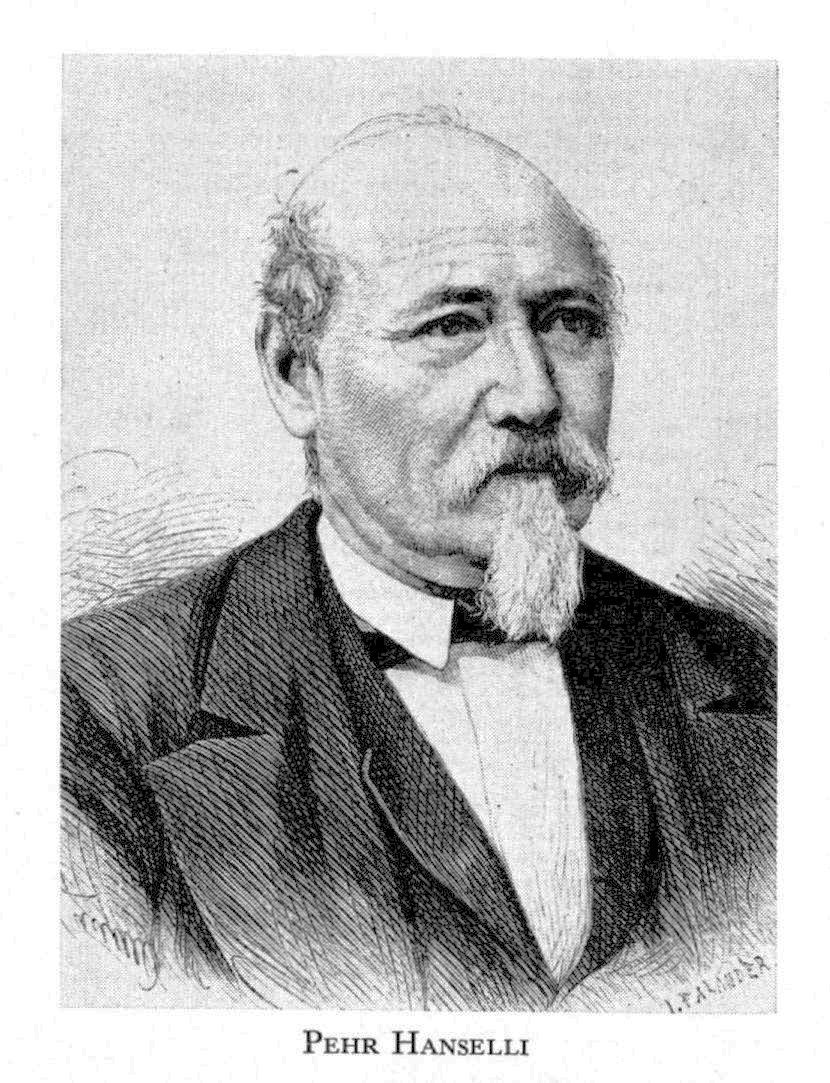
Per Hanselli

### Bokförläggare, bokauktionsförrättare och bokhandlare
Hanselli utgav 1852–1857 samlingsverket Svenska vitterheten i tio volymer, som innefattade verk av Hedvig Charlotta Nordenflycht, Olof Rudbeck den yngste, Carl Israel Hallman, Olof Kexél och Jacob Wallenberg, som i vissa fall utkom samlade och utökade för första gången. 
År 1856 påbörjades samlingsverket Samlade vitterhetsarbeten af svenska författare från Stjernhjelm till Dalin, som fram till 1878 kom att omfatta 22 band med inemot 10 000 sidor. Syftet var att återge alla arbeten av 96 författare från stormaktstiden med biografiska inledningar. Hanselli bekostade själv utgivningen, som hela tiden gick med förlust. Verket var länge en huvudkälla för kunskapen om den karolinska tidens författare och är vissa stycken så alltjämt, men det motsvarar inte dagens krav på vetenskaplighet. Det har kritiserats för godtycklig normalisering och för luckor i urvalet, felläsningar och meningsförstörande tryckfel.  Han gav själv denna kommentar till utgivningen 1871 då sju år ännu återstod före dess fullbordan: "Efter min första beräkning skulle samlingen komma att inrymmas i tio eller tolf band; men oaktadt femton band redan äro utgifna, återstå ännu några. Hade jag förutsett detta, skulle jag icke vågat börja ett så mödosamt och dyrt företag; men oaktadt de uppoffringar, jag redan gjort, varit nog betungande, har jag dock icke alldeles förlorat modet att söka fullborda det. Att vinstbegär icke drifver mig dertill, visar sig deraf, att upplagan utgöres af 200 exemplar och således icke kan lemna någon vinst, äfven om alla exemplaren försåldes.
Efter att de akademiska myndigheterna insett att Hanselli inte var den verkligt skyldige i tryckfrihetsmålet, utnämndes han 1853 till Uppsala universitets bokauktionskamrerare. Han kvartod som sådan intill sin död och blev i samband därmed ett känt Uppsalaoriginal. Han kunde 1857 öppna en ny boklåda och diversehandel vid Gamla torget i Uppsala och 1859 inrättade han även ett tryckeri. 
År 1874 påbörjades en ny upplaga av Thorilds samlade skrifter, men den blev inte färdigställd före Hansellis död. Han utgav även i första hand vetenskapliga arbeten på sitt förlag. Privat var han även en flitig boksamlare och erhöll 1861 medaljen Litteris et Artibus för sina insatser inom den svenska litteraturen.
Hanselli gifte sig 1858 med Augusta Mathilda Martinell (1830-1914).

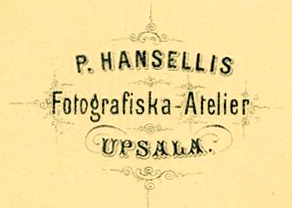

### Fotograf
I början av 1860-talet började även Hanselli intressera sig för fotografi och blev en av Uppsalas flitigaste visitkortsfotografer, men på grund av den hårdnande konkurrensen i branschen lade han efter ett tiotal år ned sin ateljé.

### Numismatiker
Under slutet av sin levnad började Hanselli intressera sig för numismatiken och utgav ett par myntförteckningar.

## Förlagsutgivning
- Nybom, Johan (1844-1848). Samlade dikter. Del 1-4. Upsala: Hanselli. Libris 1876221
- Kungsängs-liljan : poetisk kalender för 1846. Upsala. 1845. Libris 10330727
- Slätt-blomman : poetisk kalender för 1847. Upsala. 1846. Libris 10330719
- Cateches för flickor eller de tio kärlekens bud. Upsala. 1849. Libris 10029075 Utkom i ytterligare två upplagor på Hansellis förlag.
- En af de aderton. Uppsala: P. Hanselli. 1850 - 2. något tillökade upplagan 1872.
- En liten cateches för gossar af en flicka. Upsala: Hanselli. 1851. Libris 10029178 - Författarskapet har tillskrivits Julius Axel Kiellman-Göranson. 2. upplaga 1852. Senare upplagor tillsammans med Cateches för flickor. 
  -  Kärlekskatekes för flickor och gossar (Ny och övers. uppl). Upsala. 1860. Libris 10134233
- Yckenberg, Peter Sven (1859). Tal af samt verser till Sven Peter Yckenberg. Uppsala: Hanselli. Libris 2522334
- Elgström, Per; Ingelgren, Georg (1860). Samlade vitterhetsarbeten / af Per Elgström och Georg Ingelgren. Upsala. Libris 866526
- Lannerstjerna, Johan Magnus (1861). Vitterhets-arbeten. Upsala. Libris 681286 - Innehåller bl.a. skådespelen Quinnorna och förtroendet, Äfventyraren eller Resan till månans ö, Karavanen.
- Ur en samlares papper. Uppsala: Hanseli. 1868-1879. Libris 1259986
  -  1. 1868. Libris 1259987. https://litteraturbanken.se/f%C3%B6rfattare/HanselliP/titlar/UrEnSamlaresPapper1/sida/5/faksimil?om-boken
  -  2. 1869. Libris 1259988. https://litteraturbanken.se/f%C3%B6rfattare/HanselliP/titlar/UrEnSamlaresPapper2/sida/3/faksimil?om-boken
  -  3, Blandsäd, skuren, inhöstad i lada och tröskad. 1879. Libris 1259989. https://litteraturbanken.se/f%C3%B6rfattare/HanselliP/titlar/UrEnSamlaresPapper3/sida/5/faksimil/?om-boken
- En almanach på vers jemte en kort förklaring af runstafven. Upsala. 1874. Libris 2688734
- Thorild, Thomas (1874). Thomas Thorilds samlade skrifter. D. 1-2. Upsala: Hanselli. Libris 811261 - Nytryck 1881 och 1895.
- Eichhorn, Christoffer (1872). Kakamoja : nytt och gammalt. [Uppsala]. Libris 1551601
  - Dagrin Bengt G, red (1983[1872]). Kakamoja : nytt och gammalt (Faks.-utg). Stockholm: Författares bokmaskin. Libris 7635017. ISBN 91-7328-351-7

### Svenska vitterheten

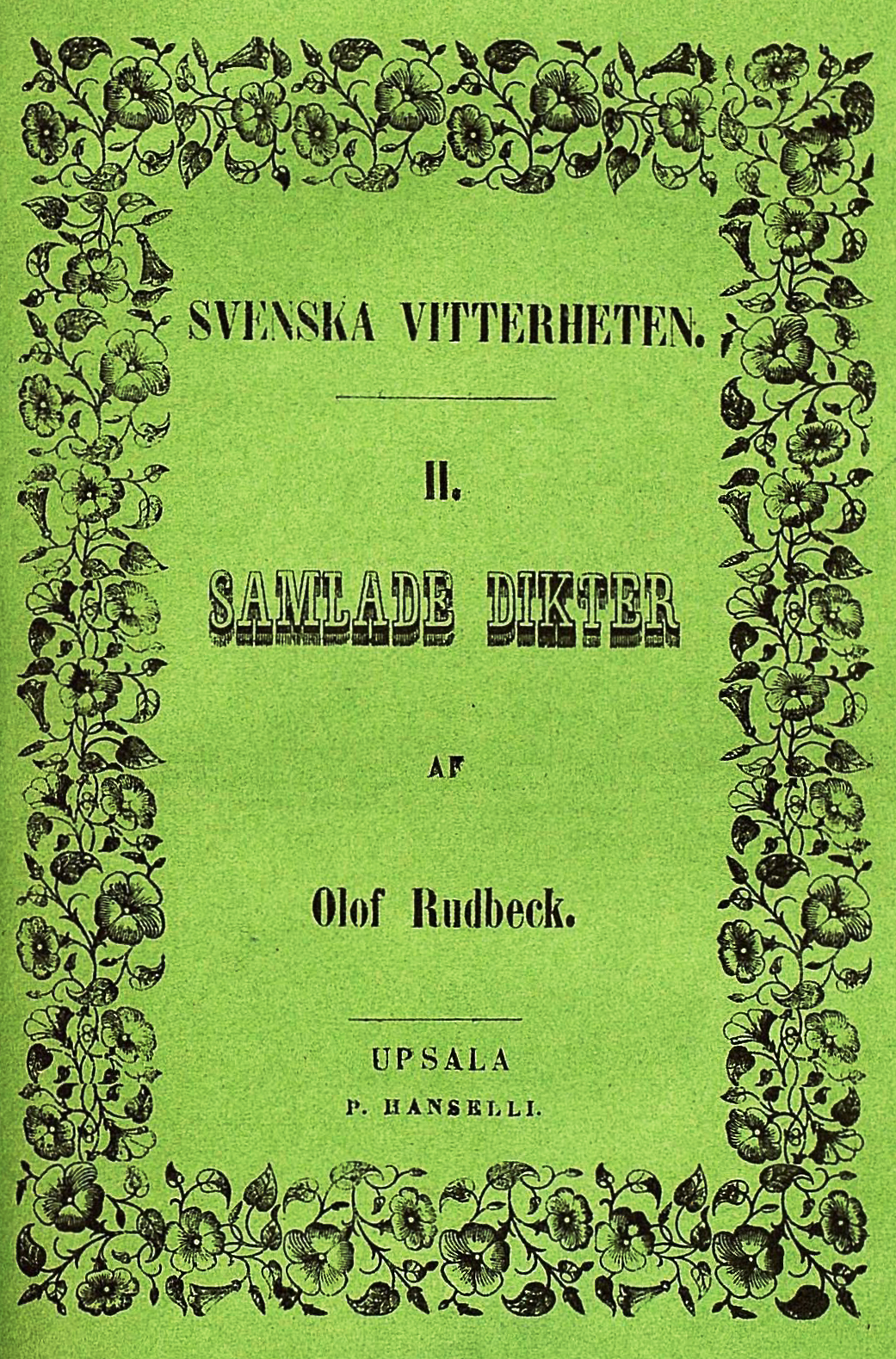
Omslag till del 2 av serien Svenska vitterheten (1852)

1. Nordenflycht, Hedvig Charlotta (1852). Samlade skrifter. Svenska vitterheten, 99-3173382-9 ; 1. Upsala: Hanselli. Libris 1924161
2. Rudbeck, Olof (1852). Samlade dikter. Svenska vitterheten, 99-3173382-9 ; 2. Uppsala: Hanselli. Libris 2508789. https://litteraturbanken.se/f%C3%B6rfattare/RudbeckOyngste/titlar/RudbeckYngsteSamladDikt/sida/I/faksimil?om-boken
3. Bellman, Carl Michael (1852-1853). Samlade skrifter. [D. 1 :] H. 1[-2], Bacchanaliska ordens-capitlets handlingar. Svenska vitterheten ; [D.] 3. Upsala: Hanselli. Libris 9060418
4. Wellander, Johan (1852). Samlade dikter. Svenska vitterheten, 99-3173382-9 ; 4. Upsala: Hanselli. Libris 2146182
5. Hallman, Carl Israel (1853). Samlade skrifter. Del 1-2. Svenska vitterheten, 99-3173382-9 ; 5. Upsala: Hanselli. Libris 2002218
6. Kexél, Olof (1852). Samlade skrifter. Svenska vitterheten, 99-3173382-9 ; 6. Upsala: Hanselli. Libris 2086028
7. Wallenberg, Jacob (1855). Samlade vitterhetsarbeten af Jacob Wallenberg. Svenska vitterheten, 99-3173382-9 ; 7. Uppsala: Hanselli. Libris 2521729
8. Zibet, Christoffer Bogislaus (1853). Vitterhetsarbeten. Svenska vitterheten, 99-3173382-9 ; 8. Upsala: Hanselli. Libris 490827
9. Nybom, Johan (1853-1854). Samlade dikter. Del 1-2. Svenska vitterheten, 99-3173382-9 ; 9-10 (Ny upplaga). Upsala: Hanselli. Libris 3306728
10. Roth, Carl Anders (1857). Skaldestycken. Svenska vitterheten ; 10. Uppsala: Hanselli. Libris 2505833

### Samlade vitterhetsarbeten af svenska författare från Stjernhjelm till Dalin
Flera av de i antologierna nedan ingående verken utgavs även som särtryck.
- Samlade vitterhetsarbeten af svenska författare från Stjernhjelm till Dalin : efter originalupplagor och handskrifter utgifna / af P. Hanselli. Upsala: Hanselli. 1856-78. Libris 600781
  -  1. 1871. Libris 600762. https://runeberg.org/svsf/1/ - Innehåll: G. Stjernhjelm, G. Rosenhane och J. Columbus
  -  2. 1856. Libris 600763 - Innehåll: Samlade vitterhetsarbeten af Samuel Columbus
  -  3. 1856. Libris 600764 - Innehåll: Thomas, Urban, Carl Urban, Johan och Erland Fredrik Hjärne
  -  4. 1856. Libris 600765 - Innehåll: P. Lagerlöf, E. Lindschöld, Edmund, Nils och Carl Gripenhjelm, J. G. Werwing och J. T. Geisler
  -  5. 1863. Libris 600766 - Innehåll: Jacob och Anders Wollimhaus samt Olof och Carl Gyllenborg
  -  6. 1863. Libris 600767. https://runeberg.org/svsf/6/ - Innehåll: G. Eurelius[-Dahlstierna], C. Leyoncrona, I. Holmström, J. Paulinus [Lillienstedt] och O. Wexionius
  -  7. 1867. Libris 600768 - Innehåll: Magnus Gabriel De La Gardie, Jacob Arrhenius, Israel Kolmodin, Gustaf Ållon, Jacob Boëthius och Peter Brask
  -  8. 1867. Libris 600769 - Innehåll: Märta Berendes, Ebba Maria och Joh. Eleonora De la Gardie, Amalia Wilh. och Maria Aurora von Königsmark, Thorsten Rudeen samt Carl och Ulrik Rudenschöld
  -  9. 1869. Libris 600770 - Innehåll: Sven Dalius, Lars Wivallius och Johan Gabriel von Beyer
  -  10. 1869. Libris 600771 - Innehåll: Lasse Johansson (Lucidor den olycklige) och Nils Keder
  -  11. 1868. Libris 600761 - Innehåll: En svensk fånge i Simbirsk ; And. Rydelius ; Harald Oxe ; Germund, Carl Gustaf och Carl Wilhelm Cederhjelm
  -  12. 1869. Libris 600772 - Innehåll: Olof Rudbeck, far och son, Erik Wennæsius, Carl Arosell och Henrik Georg von Brobergen-
  -  13. 1870. Libris 600773 - Innehåll: And. Wallenius, Joh. Vultejus, Christ. Tiburtius, Ernst Gestrinius, Mich. Renner, Jonas Hjortzberg och Peter Warnmark
  -  14. 1870. Libris 600774 - Innehåll: Johan Runius, Olof Broms och Olof Lindsten
  -  15. 1871. Libris 600775 - Innehåll: J. Swedberg, H. Ausius, A. Amnelius, N. Tiällman, J. Schmedeman, P. Törnevall och C. Eldh
  -  16. 1873. Libris 600776 - Innehåll: Samuel Westhius, Gabr. Tuderus, W. von Rosenfeldt, Lars Stjerneld, Didr. Granatenflycht, Daniel Achrelius, Johan Risell, Lars Salvius och Olof Carelius
  -  17, Samlade poetiska dikter /Sophia Elisabeth Brenner. 1873. Libris 600777
  -  18. 1874. Libris 600778 - Innehåll: Anders Nicander och Samuel von Triewald
  -  19. 1875. Libris 600779 - Innehåll: Johan Göstaf Hallman, Gustaf Palmfeldt och Carl Johan Lohman
  -  20. 1876. Libris 600780 - Innehåll: Jacob Frese, Samlade skrifter.
  -  21. 1876. Libris 600782 - Innehåll: Jacob Chronander, Joseph Cherbærus, Petrus Laurbeccius, Erik Kolmodin, Joh. Beronius, Christofer Moræus
  -  22. 1878. Libris 600783 - Innehåll: Samuel Petri Brask, Magnus Stenbock, Jacob Fabricius